# Stenembia perenensis
Stenembia perenensis är en insektsart som beskrevs av Ross 1972. Stenembia perenensis ingår i släktet Stenembia och familjen Anisembiidae. Inga underarter finns listade i Catalogue of Life.